# في منطقتي
في منطقتي (بالإنجليزية: On My Block) هو مسلسل كوميدي دراما أمريكي من بطولة سييرا كابري، جايسون جيناو، بريت غراي، جيسيكا ماري غارسيا وبيغي بلو، صدر الموسم الأول على منصة نتفليكس في 16 مارس 2018 وتم تجديده ل 4 مواسم وعُرض أخر موسم في 4 أكتوبر 2021.

## روابط خارجية
- في منطقتي على موقع IMDb (الإنجليزية)
- في منطقتي على موقع ميتاكريتيك (الإنجليزية)
- في منطقتي على موقع روتن توميتوز (الإنجليزية)
- في منطقتي على موقع نتفليكس (الإنجليزية)
- في منطقتي على موقع فيلمافينيتي (الإسبانية)
- في منطقتي على موقع كينوبويسك (الروسية)
- في منطقتي على موقع ألو سيني (الفرنسية)
- في منطقتي على موقع قاعدة بيانات الفيلم (الإنجليزية)